# 梁緯
梁緯（3世纪？—316年），西晉散騎常侍，在晋愍帝治下为官。
316年，汉赵大将军刘曜进发泾水以北地区，晋朝渭水以北各城全部溃败。刘曜抓获建威将军鲁充、散骑常侍梁纬、少府皇甫阳。梁緯被劉曜所殺。刘曜想要任用鲁充，想要纳娶梁纬的妻子辛氏。二人宁死不从，刘曜听任他们自杀，然后把鲁充与辛氏都按礼制安葬。